# Joaquín Calomarde
Joaquín Calomarde Gramage (Valencia, 30 de noviembre de 1956-Valencia., 20 de marzo de 2019) fue un diputado por la Circunscripción electoral de Valencia. Empezó la legislatura 2004-2008 con el Partido Popular pero se pasó al Grupo Mixto más adelante, sin renunciar a su escaño, votando en algunas ocasiones con el PSOE. En febrero de 2009 se unió al Centro Democrático Liberal (CDL).

## Biografía

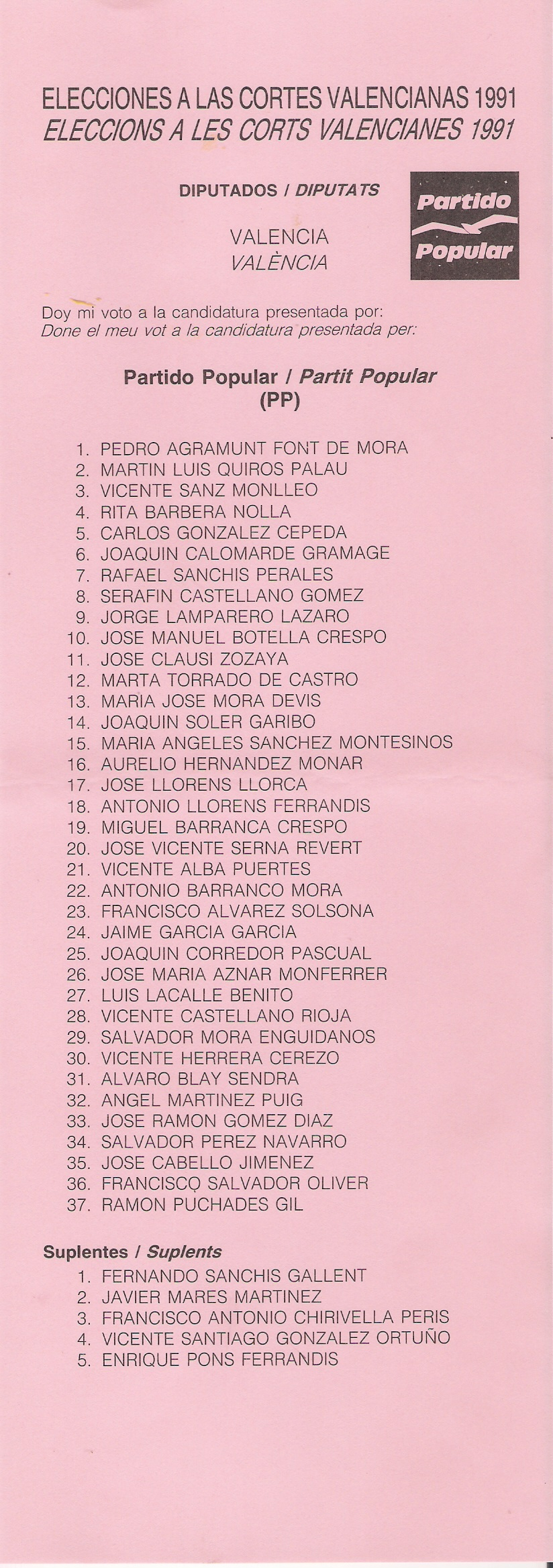
Lista del PP a las Cortes Valencianas por Valencia, en 1991. Calomarde figura en sexto lugar.

Fue diputado de la VII Legislatura. Licenciado en Filosofía y Ciencias de la Educación, y catedrático de Bachillerato en la especialidad de Filosofía, era un apasionado de la literatura y la música clásica. Fue diputado de las Cortes Valencianas (III Legislatura, 1991-1995), expresidente del Consejo Escolar Valenciano y vicepresidente del Consejo Valenciano de Cultura.
El 14 de abril de 2007 hizo pública una carta al presidente del Partido Popular comunicándole su baja. Calomarde había publicado un artículo de opinión el 29 de marzo en el diario El País. Su partido había comunicado días antes a sus miembros que se abstuvieran de participar en cualquier medio de comunicación del Grupo Prisa hasta que su presidente, Jesús de Polanco, se disculpara por unas declaraciones que consideraron ofensivas. A raíz de este hecho, el Partido Popular lo destituyó del cargo de portavoz adjunto del grupo parlamentario en la comisión de Educación.
Posteriormente Calomarde criticó en un diario digital la falta de rigor de su partido al hablar de terrorismo y acusó a Mariano Rajoy de tratar esta cuestión con fines electorales.
En la votación de la reprobación de la ministra Magdalena Álvarez unió su voto al del PSOE.
Posteriormente se afilió al Centro Democrático Liberal (CDL).
Calomarde era colaborador habitual del diario Levante-EMV. 
Falleció en un hospital de Valencia, al no superar la enfermedad que combatía desde hacía meses.

## Actividad parlamentaria
- Vocal de la Comisión de Peticiones
- Portavoz de la Comisión Mixta para las Relaciones con el Tribunal de Cuentas